# Normalkubikmeter
Normalkubikmeter, m3n , är en måttenhet för komprimerbara gaser, där mängden gas anges som den volym i antal kubikmeter som gasen skulle uppta vid normalt atmosfärstryck och normal omgivningstemperatur.
Olika organisationer har standardiserat olika tryck och temperatur som "normala" varför måttet normalkubikmeter har fått flera definitioner med mindre skillnader i val av referens-tryck och -temperatur. Måttet måste därför  användas med försiktighet då det inte är helt entydigt.
I texter om gas- och energiteknik är det vanligt att enheten skrivs Nm3 eller Nm3, ett skrivsätt som avviker från SI-standarden.